# Bluewater, Kalifornien
Bluewater är en ort i San Bernardino County i delstaten Kalifornien, USA.
På andra sidan Coloradofloden ligger orten Bluewater i delstaten Arizona.